# Kecamatan Sidemen
Kecamatan Sidemen är ett distrikt i Indonesien.   Det ligger i provinsen Provinsi Bali, i den sydvästra delen av landet, 1 000 km öster om huvudstaden Jakarta. Kecamatan Sidemen ligger på ön Bali.